# Keiko Abe
Keiko Abe (18 de abril de 1937, Tokio, Japón) es una compositora y marimbista japonesa.

## Biografía
Estudió xilófono con Eiichi Asabuki en Tokio y cursó estudios en la Universidad Gakugei de Tokio donde completó su licenciatura y maestría en Educación Musical. Su primer contacto con la marimba tuvo lugar a principios de la década de 1950 cuando Lawrence L. Lacour, un profesor y misionero residente en Japón, introdujo el instrumento en la Universidad en que impartía clases.

"Un día iba a la ceremonia de la mañana cuando vi las marimbas y escuché los himnos que estaban tocando. ¡Estaba tan cautivada por el sonido que olvidé dónde estaba mi asiento!. Era un sonido diferente, muy profundo, especialmente los sonidos bajos, y me causó una fuerte impresión."
Keiko Abe (Percussive Arts Society, 1993) 

Aunque comenzó integrándose en una formación que interpretaba música pop, The Xebec Trio, en 1962 se unió a Tokyo Marimba Group con quienes comenzaron a interpretar composiciones de autores contemporáneos ampliando progresivamente el escaso repertorio con que entonces contaba el instrumento. De hecho varias de sus composiciones como «Michi», «Variations on Japanese Children's Songs» y «Dream of the Cherry Blossoms» se han convertido en estándares del repertorio para marimba. 

"La marimba es muy especial para mí. La escucho atentamente para entender sus muchas posibilidades. Tengo un gran respeto por la marimba. Cuando toco tengo un gran deseo de encontrar sus posibilidades expresivas, sabiendo que en algún momento esta madera tan hermosa vino de un árbol vivo con su propia historia y experiencia. Es como si la barra de marimba respirara como un árbol vivo, y cuando hago música quiero respirar con ella."
Keiko Abe (Percussive Arts Society, 1993) 

Se convirtió, como percusionista, en intérprete para la Orquesta Sinfónica de la NHK. Abe es activa en promover el desarrollo de obras para marimba, no sólo al escribir piezas por ella misma, sino también al comisionar obras de otros compositores, alentar a jóvenes autores y colaborar con Yamaha aportando conocimientos para el desarrollo del instrumento cuando el fabricante de instrumentos decidió en la década de los años 1970 comenzar su fabricación y comercialización. Abe ha aportado cerca de 70 composiciones al repertorio marimbístico y usa la improvisación como un elemento importarte en el desarrollo de ideas musicales. Ha sido notable su aporte en el desarrollo de la técnica y en la colaboración de la realización de la marimba de concierto de cinco octavas.

"Siempre me ha preocupado hacer que mi propia actuación sea lo más rica y variada posible. Tenía que encontrar la manera de garantizar el 100 % de concentración durante las actuaciones y lograr un espacio creativo en mi forma de tocar que trascendiera la mera técnica. No logré ese objetivo hasta que comencé a improvisar tanto sola como en conjunto. Al improvisar, trabajas con un presentimiento de los sonidos que están a punto de crearse, y pones cada frase en relación con una concepción intuitiva y sensual de la estructura musical. Para que esto tenga éxito, debes concentrarte en cada nota tal como viene, y cada nota debe contar".
Keiko Abe (Percussive Arts Society, 1993) 

Keiko Abe ha sido la primera mujer en ser incluida en el Salón de la Fama de la Percussive Arts Society en 1993.

"Tal vez sea mejor para mí pensar en este honor como un reconocimiento de las posibilidades de la marimba y de los muchos buenos compositores que han escrito música tan maravillosa para que yo la experimente y la comparta con el público y otros marimbistas. También acepto este premio en honor a las muchas mujeres que han hecho grandes contribuciones a la humanidad a través de la música."
Keiko Abe (Percussive Arts Society, 1993) 